# Pearl City (Illinois)
Pearl City es una villa ubicada en el condado de Stephenson en el estado estadounidense de Illinois. En el Censo de 2010 tenía una población de 838 habitantes y una densidad poblacional de 496,25 personas por km².

## Geografía
Pearl City se encuentra ubicada en las coordenadas 42°15′58″N 89°49′38″O / 42.26611, -89.82722. Según la Oficina del Censo de los Estados Unidos, Pearl City tiene una superficie total de 1.69 km², de la cual 1.67 km² corresponden a tierra firme y (1.38%) 0.02 km² es agua.

## Demografía
Según el censo de 2010, había 838 personas residiendo en Pearl City. La densidad de población era de 496,25 hab./km². De los 838 habitantes, Pearl City estaba compuesto por el 99.16% blancos, el 0% eran afroamericanos, el 0% eran amerindios, el 0.12% eran asiáticos, el 0% eran isleños del Pacífico, el 0% eran de otras razas y el 0.72% pertenecían a dos o más razas. Del total de la población el 0.84% eran hispanos o latinos de cualquier raza.